# Austrian Drug Screening Institute
Die Austrian Drug Screening Institute GmbH (ADSI) ist eine chemisch-biologische Forschungseinrichtung, die als Bindeglied zwischen Universität und Unternehmen fungiert. Es wurde 2011 mit der Universität Innsbruck als 100%igen Eigentümer gegründet. Gründungsväter waren die beiden Universitätsprofessoren Günther Bonn von der Universität Innsbruck und Lukas Huber von der Medizinischen Universität Innsbruck.
Ziel des Institutes ist es, für Unternehmen aus den Branchen Phytopharma, Phytokosmetik und Phytoernährung Verfahren zu entwickeln oder selbstentwickelte Testsysteme als Forschungsservice anzubieten.
Das Kernbudget für den laufenden Betrieb des ADSI wird zurzeit über Förderung durch die Österreichische Bundesregierung im Wege der Leistungsvereinbarung mit dem Wissenschaftsministerium und der Regierung des Bundeslandes Tirol zur Verfügung gestellt. Wesentliche weitere Mittel erschließen sich aus Aufträgen aus der Wirtschaft und Projektförderungen. Wichtige Fördergeber sind dabei insbesondere die Europäische Kommission mit ihren Forschungsrahmenprogrammen wie H2020 und den Regionalentwicklungsprogrammen wie z. B. Interreg. So nimmt das ADSI u. a. an folgenden EU Projekten teil: PreCanMed, Olivnet. Wissenschaftliche Kooperationen gibt es mit den Firmen Bionorica SE aus Deutschland, Cura Cosmetics aus Österreich oder auch der Weleda AG.
Das ADSI ist auch der Nukleus des „Phytovalley Tirol“, in dem alle pflanzenwissenschaftlichen F&E-Einrichtungen in Tirol gebündelt und mit einer Marke versehen sind. Dazu wurde auch eine eigene jährliche Konferenz eingerichtet: Austrian Summit on Natural Products, das 2019 zum zweiten Mal veranstaltet wurde und rund 110 Wissenschaftler aus Europa und darüber hinaus nach Seefeld, Tirol, gezogen hat.